# 天津增二
天鵝座19，又名BD+38 3780，HD 187849、SAO 68947、HR 7566，是天鵝座的一颗恒星，视星等为5.12，位于銀經73.57，銀緯6.2，其B1900.0坐标为赤經19h 47m 1.3s，赤緯+38° 6.2′ 54″。